# Districtul Sambava
Districtul Sambava este un district în nordul Madagascarului. Face parte din regiunea Sava și se învecinează cu districtele Antalaha la sud, Andapa la sud-vest, Ambilobe la nord-vest și Iharana la nord. Zona este de 4.681,76 km2 (1.808 mi2), iar populația a fost estimată la 304.366 de locuitori în 2013.

## Comune
Districtul este împărțit în 25 de comune:
- Ambatoafo
- Amboangibe
- Ambodiampana
- Ambodivoara
- Ambohimalaza
- Ambohimitsinjo
- Analamaho
- Andrahanjo
- Andratamarina
- Anjangoveratra
- Anjialava
- Anjinjaomby
- Antindra
- Antsahambaharo
- Antsahavaribe
- Bemanevika
- Bevonotra
- Farahalana
- Maroambiny
- Marogaona
- Marojala
- Morafeno
- Nosiarina
- Sambava
- Tanambao Daoud